# The Play

The Play est le nom donné à la dernière action de jeu qui a donné la victoire à l'université de Californie face à l'université Stanford lors d'un match universitaire de football américain lors de la saison régulière 1982.

## Déroulement

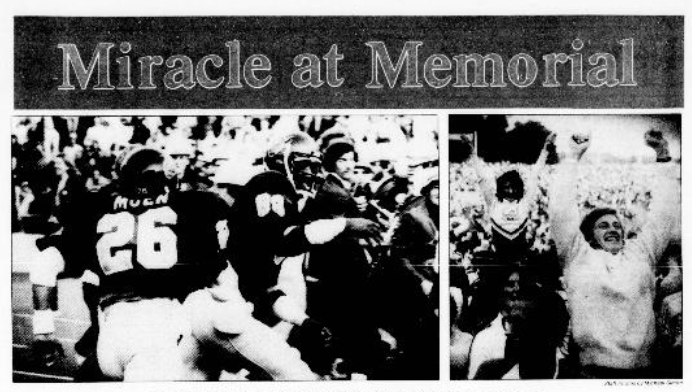
La une du The Daily Californian du 22 novembre 1982 titrant : « Miracle at Memorial » (miracle au Memorial).

Le 20 novembre 1982, au California Memorial Stadium, les Golden Bears de Californie accueillent le Cardinal de Stanford dans un match comptant pour le championnat NCAA de football américain.
Menés par Stanford 19-20 à la suite d'un field goal encaissé à quatre secondes de la fin du match, les Golden Bears récupèrent le ballon après le coup de pied d'engagement, remontent le terrain grâce à cinq passes latérales et inscrivent le touchdown de la victoire. Celui-ci est inscrit alors que la fanfare de l'université Stanford avait déjà envahi le terrain pensant le match terminé avec une victoire des Cardinals.

## Controverse
La légalité du touchdown a été longuement débattue par les supporteurs de Stanford. Elle portait sur deux des cinq passes latérales ainsi que sur la confusion née à la suite de la présence de la fanfare sur le terrain alors que l'action n'était pas terminée.
De nombreux joueurs et entraîneurs de Stanford ont contesté immédiatement la troisième passe effectuée de Dwight Garner à Richard Rodgers, assurant que Garner avait touché le sol avec son genou avant de transmettre le ballon. Kevin Lamar, un joueur de Stanford qui participait à cette action, a affirmé que Garner était en possession du ballon lorsque son genou avait touché le sol, ce que Garner et Rodgers ont tous deux nié. Les ralentis de la télévision n'ont pas été concluants en raison de la distance et il fut impossible de voir avec certitude le moment où Gardner pouvait avoir touché le sol.
Plus loin dans l'action, il est apparu que la cinquième passe latérale entre Mariet Ford et Kevin Moen aurait également pu être considérée comme une passe illégale vers l'avant. Ford avait été plaqué aux environs de la ligne des 27 yards et avait effectué en tombant une passe aveugle par-dessus son épaule, le ballon étant attrapée par Kevin Moen lequel semblai sur la ligne des 25 yards au moment de sa réception soit deux yards vers l'avant. En raison de la vitesse des joueurs tous deux en mouvement, le ballon semblait avoir été passé vers l'arrière en fonction des positions respectives des deux joueurs mais potentiellement vers l'avant si on se référait aux lignes du terrain. Les règles du football américain indiquent cependant que la direction du ballon doit être jugée en fonction du terrain et non des joueurs. Néanmoins, le fait que Ford avait chutéa vers l'avant en relâchant le ballon permettait de supposer que la passe avait bien été faite latéralement rendant la passe légale. La confusion sur le terrain fut encore pus totale au moment de la passe latérale de Gardner vers Rogers suivi du plaquage de ce dernier puisque plusieurs joueurs et entraîneurs de Stanford pénétrèrent sur le terrain pensant le match terminé. Ils furent suivi par la fanfare de Stanford qui, en formation, pénétra également sur le terrain venant de la end-zone pour célébrer la victoire.  Des mouchoirs jaunes furent lancés immédiatement par deux arbitres pour signaler une pénalité (trop de joueurs sur le terrain - too many men on the field ) contre Stanford.

## Postérité

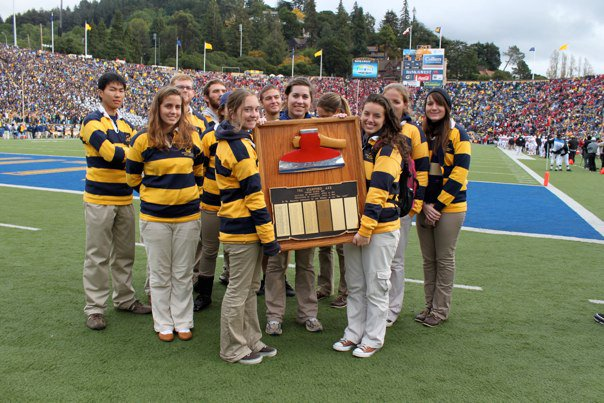
Le trophée « Stanford Axe ».

Le match entre les deux équipes surnommé «  Big Game » décerne traditionnellement depuis la saison 1933 le trophée dénommé « Stanford Axe (en) ». Il est remis à l'équipe victorieuse qui le conserve avant de le remettre en jeu la saison suivante. Depuis « The Play », lorsque Standord détient le trophée, elle y place une plaquette renseignant comme résultat de ce match la mention « California 19, Stanford 20 ». Dès que UCLA récupère le trophée, il y replace la plaquette initiale renseignant le score « California 25, Stanford 20 ».